# AZS Politechnika Śląska Gliwice (piłka siatkowa mężczyzn)
AZS Politechnika Śląska Gliwice – polski akademicki klub siatkarski z Gliwic, działający przy Politechnice Śląskiej.

## Historia
Sekcja piłki siatkowej mężczyzn w AZS Gliwice powstała 17 sierpnia 1945 roku. W 1947 zdobyła tytuł Mistrza Śląska na Akademickich Mistrzostwach Polski.
W 1954 drużyna wywalczyła na jeden rok awans do I ligi siatkówki, po czym nastąpił kryzys i spadek.
W 1960 drużyna awansowała do II ligi, z której spadła w 1966 roku.
W 1999 roku zespół awansował do II ligi.
W 2004 roku drużyna awansowała do I ligi, jednak nie zdołała się utrzymać i w 2005 roku spadła z powrotem do II ligi.
W 2007 roku drużyna spadła do III ligi.